# 통합뉴스룸ET
《통합뉴스룸ET》는 KBS 2TV에서 매주 월요일부터 목요일 저녁 5시 50분에 방송되었던 저녁 경제 뉴스쇼 프로그램이다.

## 기획 의도
살면서 진짜 필요한 경제 지식을 제공하고 폭넓은 비즈니스 뉴스를 전한다. 소비자와 기업, 정책을 연결하는 열린 플랫폼이다. 하루의 주요 경제 뉴스를 일목요연하게 정리하고 경제, IT 트렌드, 국제 경제 현안, 기업 소식, 증시, 부동산 등 재테크 정보를 당사자·전문가들과 깊이 있게 분석한다. 퇴근길 직장인에게 힘이 되는 친구가 되겠다.

## 개요
2017년 4월 3일부터 기존 《KBS 6시 뉴스타임》에서 심층 경제뉴스 프로그램 《KBS 경제타임》으로 개편되어 2020년 7월 6일부터 저녁 경제 뉴스쇼 프로그램 《통합뉴스룸ET》로 확대 개편되었다.

## 방송 시간
※ 공휴일에는 방송되지 않았다.

### 평일
| 방송 채널 | 방송 기간                           | 방송 시간                                       |
| --------- | ----------------------------------- | ----------------------------------------------- |
| KBS 2TV   | 1980년 12월 1일 ~ 1981년 1월 30일   | 평일 저녁 8시 ~ 8시 30분 (30분)                 |
| KBS 2TV   | 1981년 2월 2일 ~ 1981년 4월 3일     | 평일 저녁 7시 ~ 7시 30분 (30분)                 |
| KBS 2TV   | 1981년 4월 6일 ~ 1981년 9월 4일     | 평일 저녁 6시 30분 ~ 7시 (30분)                 |
| KBS 2TV   | 1981년 9월 7일 ~ 1982년 1월 22일    | 평일 저녁 6시 ~ 6시 20분 (20분)                 |
| KBS 2TV   | 1982년 9월 20일 ~ 1983년 3월 25일   | 평일 저녁 7시 ~ 7시 40분 (40분)                 |
| KBS 2TV   | 1987년 3월 2일 ~ 1989년 10월 1일    | 월요일 ~ 목요일 밤 10시 50분 ~ 11시 10분 (20분) |
| KBS 2TV   | 1989년 10월 5일 ~ 1990년 10월 26일  | 평일 밤 10시 30분 ~ 10시 50분 (20분)            |
| KBS 2TV   | 1991년 4월 29일 ~ 1991년 5월 17일   | 평일 밤 10시 30분 ~ 10시 50분 (20분)            |
| KBS 2TV   | 1990년 10월 29일 ~ 1991년 4월 26일  | 평일 밤 10시 35분 ~ 10시 55분 (20분)            |
| KBS 2TV   | 1991년 5월 20일 ~ 1991년 10월 4일   | 평일 밤 10시 40분 ~ 11시 5분 (25분)             |
| KBS 2TV   | 1991년 10월 7일 ~ 1992년 4월 3일    | 평일 밤 11시 ~ 11시 10분 (10분)                 |
| KBS 2TV   | 1992년 4월 6일 ~ 1992년 10월 2일    | 평일 밤 10시 30분 ~ 10시 55분 (25분)            |
| KBS 2TV   | 1993년 10월 18일 ~ 1994년 2월 18일  | 평일 밤 10시 30분 ~ 10시 55분 (25분)            |
| KBS 2TV   | 1992년 10월 5일 ~ 1993년 4월 30일   | 평일 밤 10시 40분 ~ 10시 55분 (15분)            |
| KBS 2TV   | 1993년 5월 3일 ~ 1993년 10월 15일   | 평일 밤 10시 20분 ~ 10시 45분 (25분)            |
| KBS 2TV   | 1994년 2월 21일 ~ 1994년 10월 7일   | 평일 저녁 8시 ~ 8시 30분 (30분)                 |
| KBS 2TV   | 1997년 3월 3일 ~ 1997년 10월 17일   | 평일 저녁 8시 ~ 8시 30분 (30분)                 |
| KBS 2TV   | 2009년 4월 20일 ~ 2009년 10월 16일  | 평일 저녁 8시 ~ 8시 30분 (30분)                 |
| KBS 2TV   | 1994년 10월 10일 ~ 1996년 3월 1일   | 평일 저녁 8시 ~ 8시 25분 (25분)                 |
| KBS 2TV   | 1998년 10월 12일 ~ 1999년 4월 30일  | 평일 저녁 8시 ~ 8시 25분 (25분)                 |
| KBS 2TV   | 1996년 3월 4일 ~ 1996년 10월 11일   | 평일 저녁 8시 ~ 8시 20분 (20분)                 |
| KBS 2TV   | 1996년 10월 14일 ~ 1997년 2월 28일  | 평일 저녁 8시 ~ 8시 15분 (15분)                 |
| KBS 2TV   | 1997년 10월 20일 ~ 1997년 11월 21일 | 평일 저녁 8시 ~ 8시 15분 (15분)                 |
| KBS 2TV   | 1997년 11월 24일 ~ 1998년 1월 2일   | 평일 저녁 7시 40분 ~ 8시 (20분)                 |
| KBS 2TV   | 1998년 1월 5일 ~ 1998년 2월 13일    | 평일 저녁 7시 35분 ~ 7시 55분 (20분)            |
| KBS 2TV   | 1998년 2월 16일 ~ 1998년 6월 12일   | 평일 저녁 8시 25분 ~ 8시 45분 (20분)            |
| KBS 2TV   | 1998년 6월 15일 ~ 1998년 10월 9일   | 평일 저녁 8시 20분 ~ 8시 40분 (20분)            |
| KBS 2TV   | 1999년 5월 3일 ~ 2000년 4월 28일    | 평일 저녁 8시 ~ 8시 50분 (50분)                 |
| KBS 2TV   | 2007년 11월 5일 ~ 2008년 3월 28일   | 평일 저녁 8시 ~ 8시 50분 (50분)                 |
| KBS 2TV   | 2000년 5월 1일 ~ 2001년 11월 2일    | 평일 저녁 8시 ~ 8시 45분 (45분)                 |
| KBS 2TV   | 2005년 10월 31일 ~ 2007년 4월 27일  | 평일 저녁 8시 ~ 8시 45분 (45분)                 |
| KBS 2TV   | 2001년 11월 5일 ~ 2002년 10월 25일  | 평일 저녁 7시 ~ 7시 45분 (45분)                 |
| KBS 2TV   | 2002년 10월 28일 ~ 2005년 10월 28일 | 평일 저녁 8시 ~ 8시 40분 (40분)                 |
| KBS 2TV   | 2007년 4월 30일 ~ 2007년 11월 2일   | 평일 저녁 8시 ~ 8시 40분 (40분)                 |
| KBS 2TV   | 2008년 11월 17일 ~ 2009년 4월 17일  | 평일 저녁 8시 ~ 8시 40분 (40분)                 |
| KBS 2TV   | 2008년 3월 31일 ~ 2008년 11월 14일  | 평일 저녁 6시 ~ 6시 30분 (30분)                 |
| KBS 2TV   | 2009년 10월 20일 ~ 2010년 5월 7일   | 평일 저녁 8시 ~ 8시 35분 (35분)                 |
| KBS 2TV   | 2016년 7월 25일 ~ 2017년 3월 30일   | 월요일 ~ 목요일 저녁 6시 ~ 6시 20분 (20분)      |
| KBS 2TV   | 2017년 4월 3일 ~ 2020년 7월 2일     | 월요일 ~ 목요일 저녁 6시 ~ 6시 30분 (30분)      |
| KBS 2TV   | 2020년 7월 6일 ~ 2023년 5월 25일    | 월요일 ~ 목요일 저녁 5시 50분 ~ 6시 30분 (40분) |

### 주말
| 방송 채널 | 방송 기간                        | 방송 시간                       |
| --------- | -------------------------------- | ------------------------------- |
| KBS 2TV   | 1980년 12월 6일 ~ 1981년 2월 1일 | 주말 저녁 8시 ~ 8시 10분 (10분) |

## 코너
| 코너명            | 진행자                       |
| ----------------- | ---------------------------- |
| 오늘의 ET 브리핑  | 이윤희 기자                  |
| ET WHY?           | 이윤희 기자                  |
| ET 콕             | 이윤희 기자                  |
| 글로벌 ET         | 이광엽 아나운서              |
| ET 인사이트       | 이광엽 아나운서              |
| ET 시선           |                              |
| 호모 이코노미쿠스 | 이윤희 기자                  |
| PiCK              | 이광엽 아나운서              |
| 클로징            | 이윤희 기자, 이광엽 아나운서 |

#### 오늘의 ET 브리핑
헤드라인 코너. 신설 당시 명칭은 헤드라인이었으나, 2020년 7월 6일부터 현재의 통합뉴스룸ET로 개편되면서 현재의 오늘의 ET 브리핑으로 변경되었다.

#### ET WHY?
경제 이슈 코너.

#### ET 콕
경제 토픽 코너. 2020년 11월 18일부터 ET 톱3를 대체하여 신설되었다.

#### 글로벌 ET
국제 경제뉴스 코너. 서브 앵커인 이광엽 아나운서가 진행한다. 신설 당시 명칭은 글로벌 경제였으나, 2020년 7월 6일부터 현재의 통합뉴스룸ET로 개편되면서 현재의 글로벌 ET로 변경되었다.

#### ET 인사이트
경제 근황을 전해주는 코너. 서브 앵커인 이광엽 아나운서가 진행한다. 신설 당시 명칭은 트렌드 경제였으나, 2017년 7월 18일부터 포인트 경제로 변경되었으며, 2020년 7월 6일부터 현재의 통합뉴스룸ET로 개편되면서 현재의 ET 인사이트로 변경되었다.

#### ET 시선
경제와 관련된 사진을 보여주는 코너.

#### 호모 이코노미쿠스
경제 토크 코너. 신설 당시 명칭은 경제 인사이드였으나, 2020년 7월 6일부터 현재의 통합뉴스룸ET로 개편되면서 현재의 호모 이코노미쿠스로 변경되었다.

#### PiCK
경제계에서 가장 화제가 된 경제뉴스를 전해주는 코너. 서브 앵커인 이광엽 아나운서가 진행한다. 신설 당시 명칭은 ET 톱3였으나, 2020년 11월 17일에 폐지되면서 ET 콕으로 대체되었다가 2021년 11월 8일부터 이 시각 통합뉴스룸을 대체하여 현재의 PiCK으로 재신설되었다.

## 앵커

### 메인

#### 남성
| 대수 | 진행자                    | 진행 기간                          | 비고  |
| ---- | ------------------------- | ---------------------------------- | ----- |
| 1대  | 김근복 前 아나운서        | 1987년 3월 2일 ~ 1988년 2월 25일   |       |
| 2대  | 손석기 前 아나운서        | 1988년 2월 29일 ~ 1989년 10월 1일  |       |
| 3대  | 이윤성 前 기자            | 1993년 5월 3일 ~ 1993년 7월 2일    |       |
| 4대  | 김광일 前 기자            | 1993년 7월 5일 ~ 1994년 2월 18일   |       |
| 5대  | 김종진 前 기자            | 1994년 2월 21일 ~ 1994년 10월 7일  |       |
| 6대  | 김종진 前 기자            | 1997년 3월 3일 ~ 1997년 10월 17일  | [ 2 ] |
| 7대  | 박선규 前 기자            | 1997년 11월 24일 ~ 1998년 10월 9일 |       |
| 8대  | 이광출 前 기자            | 1998년 10월 12일 ~ 1999년 8월 20일 |       |
| 9대  | 김진수 해설위원           | 1999년 8월 23일 ~ 2001년 11월 2일  | [ 3 ] |
| 10대 | 민경욱 前 기자            | 2001년 11월 5일 ~ 2004년 4월 30일  | [ 4 ] |
| 11대 | 엄경철 前 통합뉴스룸 국장 | 2004년 5월 3일 ~ 2007년 11월 2일   |       |
| 12대 | 박찬형 해설위원           | 2007년 11월 5일 ~ 2008년 3월 28일  |       |
| 13대 | 최동석 前 아나운서        | 2008년 3월 31일 ~ 2008년 11월 14일 |       |
| 14대 | 김재홍 아나운서           | 2016년 7월 25일 ~ 2017년 3월 30일  | [ 6 ] |
| 15대 | 임승창 경제부 기자        | 2019년 1월 1일 ~ 2019년 11월 21일  |       |

#### 여성
| 대수 | 진행자               | 진행 기간                          | 비고          |
| ---- | -------------------- | ---------------------------------- | ------------- |
| 1대  | 윤영미 前 아나운서   | 1989년 10월 5일 ~ 1991년 5월 17일  |               |
| 2대  | 이규원 前 아나운서   | 1993년 5월 3일 ~ 1993년 7월 2일    |               |
| 3대  | 공정민 前 아나운서   | 1993년 10월 18일 ~ 1994년 2월 18일 |               |
| 4대  | 황현정 前 아나운서   | 1994년 2월 21일 ~ 1994년 10월 7일  |               |
| 5대  | 이규원 前 아나운서   | 1994년 10월 10일 ~ 1996년 3월 1일  | [ 7 ]         |
| 6대  | 유정아 前 아나운서   | 1996년 3월 4일 ~ 1997년 2월 28일   |               |
| 7대  | 황현정 前 아나운서   | 1997년 3월 3일 ~ 1997년 11월 21일  | [ 8 ]         |
| 8대  | 황정민 아나운서      | 1997년 11월 24일 ~ 1998년 1월 2일  |               |
| 9대  | 황유선 前 아나운서   | 1998년 1월 5일 ~ 1998년 10월 9일   |               |
| 10대 | 이한숙 前 아나운서   | 1998년 10월 12일 ~ 1999년 4월 30일 |               |
| 11대 | 황정민 아나운서      | 1999년 5월 3일 ~ 2001년 4월 27일   | [ 11 ] [ 12 ] |
| 12대 | 손미나 前 아나운서   | 2001년 4월 30일 ~ 2001년 11월 2일  |               |
| 13대 | 황정민 아나운서      | 2001년 11월 5일 ~ 2002년 11월 29일 | [ 14 ] [ 15 ] |
| 14대 | 공정민 前 아나운서   | 2002년 12월 2일 ~ 2003년 9월 19일  | [ 16 ]        |
| 15대 | 지승현 前 아나운서   | 2003년 9월 22일 ~ 2005년 4월 29일  |               |
| 16대 | 백승주 아나운서      | 2005년 5월 2일 ~ 2006년 8월 25일   | [ 18 ]        |
| 17대 | 위서현 前 아나운서   | 2006년 8월 28일 ~ 2007년 11월 2일  |               |
| 18대 | 조수빈 前 아나운서   | 2007년 11월 5일 ~ 2008년 11월 14일 |               |
| 19대 | 정세진 아나운서      | 2008년 11월 17일 ~ 2010년 5월 7일  |               |
| 19대 | 이윤희 기자          | 2008년 11월 17일 ~ 2010년 5월 7일  |               |
| 20대 | 박은영 前 아나운서   | 2016년 7월 25일 ~ 2017년 3월 30일  | [ 22 ]        |
| 21대 | 조수빈 前 아나운서   | 2017년 4월 3일 ~ 2017년 8월 24일   | [ 24 ] [ 25 ] |
| 22대 | 신윤주 아나운서2부장 | 2018년 2월 26일 ~ 2018년 12월 31일 | [ 26 ]        |
| 23대 | 박에스더 기자        | 2019년 11월 25일 ~ 2020년 7월 2일  |               |
| 24대 | 이윤희 기자          | 2020년 7월 6일 ~ 2023년 5월 25일   | [ 28 ] [ 29 ] |

### 서브
| 대수 | 진행자          | 진행 기간                        | 비고   |
| ---- | --------------- | -------------------------------- | ------ |
| 1대  | 옥유정 기자     | 2017년 4월 3일 ~ 2018년 4월 11일 |        |
| 2대  | 강성규 아나운서 | 2018년 4월 23일 ~ 2018년 5월 2일 |        |
| 3대  | 조항리 아나운서 | 2018년 5월 9일 ~ 2020년 2월 5일  |        |
| 4대  | 김희수 아나운서 | 2020년 2월 10일 ~ 2020년 7월 2일 |        |
| 5대  | 박태원 아나운서 | 2020년 7월 6일 ~ 2023년 2월 28일 | [ 33 ] |
| 6대  | 강성규 아나운서 | 2023년 3월 2일 ~ 2023년 4월 27일 | [ 35 ] |
| 7대  | 이광엽 아나운서 | 2023년 5월 1일 ~ 2023년 5월 25일 |        |

## 시청률
- AGB 닐슨 미디어리서치

| 회차           | 방송 일자        | 전국 시청률(증감치) |
| KBS 경제타임   | KBS 경제타임     | KBS 경제타임        |
| -------------- | ---------------- | ------------------- |
| 1회            | 2017년 4월 3일   | 1.5%                |
| 2회            | 2017년 4월 4일   | 1.6%                |
| 3회            | 2017년 4월 5일   | 1.7%                |
| 4회            | 2017년 4월 6일   | 1.6%                |
| 5회            | 2017년 4월 10일  | 1.4%                |
| 6회            | 2017년 4월 11일  | 0.9%                |
| 7회            | 2017년 4월 12일  | 1.0%                |
| 8회            | 2017년 4월 13일  | 1.3%                |
| 9회            | 2017년 4월 17일  | 2.0%                |
| 10회           | 2017년 4월 18일  | 1.3%                |
| 11회           | 2017년 4월 19일  | 1.3%                |
| 12회           | 2017년 4월 20일  | 1.6%                |
| 13회           | 2017년 4월 24일  | 1.4%                |
| 14회           | 2017년 4월 25일  | 1.5%                |
| 15회           | 2017년 4월 26일  | 1.3%                |
| 16회           | 2017년 4월 27일  | 1.4%                |
| 17회           | 2017년 5월 1일   | 2.2%                |
| 18회           | 2017년 5월 2일   | 1.3%                |
| 19회           | 2017년 5월 4일   | 1.8%                |
| 20회           | 2017년 5월 8일   | 1.2%                |
| 21회           | 2017년 5월 10일  | 1.5%                |
| 22회           | 2017년 5월 11일  | 1.7%                |
| 23회           | 2017년 5월 15일  | 1.5%                |
| 24회           | 2017년 5월 16일  | 1.2%                |
| 25회           | 2017년 5월 17일  | 1.3%                |
| 26회           | 2017년 5월 18일  | 1.3%                |
| 27회           | 2017년 5월 23일  | 2.1%                |
| 28회           | 2017년 5월 29일  | 1.8%                |
| 29회           | 2017년 5월 30일  | 1.7%                |
| 30회           | 2017년 6월 1일   | 1.4%                |
| 31회           | 2017년 6월 5일   | 1.5%                |
| 32회           | 2017년 6월 7일   | 1.6%                |
| 33회           | 2017년 6월 12일  | 1.7%                |
| 34회           | 2017년 6월 13일  | 1.2%                |
| 35회           | 2017년 6월 14일  | 1.6%                |
| 36회           | 2017년 6월 15일  | 1.5%                |
| 37회           | 2017년 6월 19일  | 1.7%                |
| 38회           | 2017년 6월 20일  | 1.7%                |
| 39회           | 2017년 6월 21일  | 1.6%                |
| 40회           | 2017년 6월 22일  | 1.4%                |
| 41회           | 2017년 6월 26일  | 2.5%                |
| 42회           | 2017년 6월 27일  | 1.3%                |
| 43회           | 2017년 6월 28일  | 1.3%                |
| 44회           | 2017년 6월 29일  | 1.5%                |
| 45회           | 2017년 7월 3일   | 1.7%                |
| 46회           | 2017년 7월 4일   | 1.5%                |
| 47회           | 2017년 7월 5일   | 1.2%                |
| 48회           | 2017년 7월 6일   | 1.5%                |
| 49회           | 2017년 7월 10일  | 1.7%                |
| 50회           | 2017년 7월 11일  | 1.6%                |
| 51회           | 2017년 7월 12일  | 1.4%                |
| 52회           | 2017년 7월 13일  | 1.4%                |
| 53회           | 2017년 7월 17일  | 1.8%                |
| 54회           | 2017년 7월 18일  | 1.3%                |
| 55회           | 2017년 7월 19일  | 1.7%                |
| 56회           | 2017년 7월 20일  | 1.6%                |
| 57회           | 2017년 7월 24일  | 1.7%                |
| 58회           | 2017년 7월 25일  | 1.4%                |
| 59회           | 2017년 7월 26일  | 1.4%                |
| 60회           | 2017년 7월 27일  | 1.5%                |
| 61회           | 2017년 7월 31일  | 2.3%                |
| 62회           | 2017년 8월 1일   | 1.5%                |
| 63회           | 2017년 8월 2일   | 1.6%                |
| 64회           | 2017년 8월 3일   | 1.4%                |
| 65회           | 2017년 8월 7일   | 2.2%                |
| 66회           | 2017년 8월 8일   | 1.7%                |
| 67회           | 2017년 8월 9일   | 1.5%                |
| 68회           | 2017년 8월 10일  | 1.8%                |
| 69회           | 2017년 8월 14일  | 2.4%                |
| 70회           | 2017년 8월 16일  | 1.7%                |
| 71회           | 2017년 8월 17일  | 1.9%                |
| 72회           | 2017년 8월 21일  | 1.5%                |
| 73회           | 2017년 8월 22일  | 1.8%                |
| 74회           | 2017년 8월 23일  | 1.5%                |
| 75회           | 2017년 8월 24일  | 1.5%                |
| 76회           | 2018년 2월 26일  | 1.7%                |
| 77회           | 2018년 2월 27일  | 1.9%                |
| 78회           | 2018년 2월 28일  | 1.8%                |
| 79회           | 2018년 3월 5일   | 1.3%                |
| 80회           | 2018년 3월 6일   | 1.5%                |
| 81회           | 2018년 3월 7일   | 1.2%                |
| 82회           | 2018년 3월 8일   | 1.6%                |
| 83회           | 2018년 3월 12일  | 1.2%                |
| 84회           | 2018년 3월 13일  | 1.7%                |
| 85회           | 2018년 3월 14일  | 1.1%                |
| 86회           | 2018년 3월 15일  | 1.3%                |
| 87회           | 2018년 3월 19일  | 1.2%                |
| 88회           | 2018년 3월 20일  | 1.8%                |
| 89회           | 2018년 3월 21일  | 1.3%                |
| 90회           | 2018년 3월 22일  | 0.9%                |
| 91회           | 2018년 3월 26일  | 0.7%                |
| 92회           | 2018년 3월 27일  | 0.8%                |
| 93회           | 2018년 3월 28일  | 1.8%                |
| 94회           | 2018년 3월 29일  | 1.2%                |
| 95회           | 2018년 4월 2일   | 미집계              |
| 96회           | 2018년 4월 3일   | 0.8%                |
| 97회           | 2018년 4월 4일   | 1.8%                |
| 98회           | 2018년 4월 5일   | 1.2%                |
| 99회           | 2018년 4월 9일   | 1.4%                |
| 100회          | 2018년 4월 10일  | 1.7%                |
| 101회          | 2018년 4월 11일  | 0.9%                |
| 102회          | 2018년 4월 12일  | 1.2%                |
| 103회          | 2018년 4월 16일  | 1.3%                |
| 104회          | 2018년 4월 17일  | 1.6%                |
| 105회          | 2018년 4월 18일  | 0.8%                |
| 106회          | 2018년 4월 19일  | 1.4%                |
| 107회          | 2018년 4월 23일  | 1.1%                |
| 108회          | 2018년 4월 24일  | 1.2%                |
| 109회          | 2018년 4월 25일  | 1.0%                |
| 110회          | 2018년 4월 26일  | 0.9%                |
| 111회          | 2018년 4월 30일  | 1.2%                |
| 112회          | 2018년 5월 1일   | 2.7%                |
| 113회          | 2018년 5월 2일   | 1.8%                |
| 114회          | 2018년 5월 3일   | 0.5%                |
| 115회          | 2018년 5월 8일   | 1.2%                |
| 116회          | 2018년 5월 9일   | 1.5%                |
| 117회          | 2018년 5월 10일  | 1.2%                |
| 118회          | 2018년 5월 14일  | 1.2%                |
| 119회          | 2018년 5월 15일  | 0.9%                |
| 120회          | 2018년 5월 16일  | 1.5%                |
| 121회          | 2018년 5월 17일  | 0.7%                |
| 122회          | 2018년 5월 21일  | 0.7%                |
| 123회          | 2018년 5월 23일  | 0.6%                |
| 124회          | 2018년 5월 24일  | 0.9%                |
| 125회          | 2018년 5월 28일  | 1.3%                |
| 126회          | 2018년 5월 29일  | 1.6%                |
| 127회          | 2018년 5월 30일  | 0.6%                |
| 128회          | 2018년 5월 31일  | 0.7%                |
| 129회          | 2018년 6월 4일   | 1.7%                |
| 130회          | 2018년 6월 5일   | 1.3%                |
| 131회          | 2018년 6월 7일   | 1.4%                |
| 132회          | 2018년 6월 11일  | 1.7%                |
| 133회          | 2018년 6월 12일  | 0.7%                |
| 134회          | 2018년 6월 14일  | 0.8%                |
| 135회          | 2018년 7월 2일   | 1.4%                |
| 136회          | 2018년 7월 3일   | 1.0%                |
| 137회          | 2018년 7월 4일   | 1.5%                |
| 138회          | 2018년 7월 5일   | 1.4%                |
| 139회          | 2018년 7월 9일   | 1.2%                |
| 140회          | 2018년 7월 10일  | 1.9%                |
| 141회          | 2018년 7월 11일  | 1.5%                |
| 142회          | 2018년 7월 12일  | 1.6%                |
| 143회          | 2018년 7월 16일  | 1.3%                |
| 144회          | 2018년 7월 17일  | 1.4%                |
| 145회          | 2018년 7월 18일  | 1.1%                |
| 146회          | 2018년 7월 19일  | 1.3%                |
| 147회          | 2018년 7월 23일  | 1.6%                |
| 148회          | 2018년 7월 24일  | 0.9%                |
| 149회          | 2018년 7월 25일  | 0.9%                |
| 150회          | 2018년 7월 26일  | 1.4%                |
| 151회          | 2018년 7월 30일  | 1.3%                |
| 152회          | 2018년 7월 31일  | 1.2%                |
| 153회          | 2018년 8월 1일   | 1.1%                |
| 154회          | 2018년 8월 2일   | 1.1%                |
| 155회          | 2018년 8월 6일   | 0.9%                |
| 156회          | 2018년 8월 7일   | 1.8%                |
| 157회          | 2018년 8월 8일   | 1.2%                |
| 158회          | 2018년 8월 9일   | 1.0%                |
| 159회          | 2018년 8월 13일  | 0.7%                |
| 160회          | 2018년 8월 16일  | 1.3%                |
| 161회          | 2018년 8월 28일  | 2.7%                |
| 162회          | 2018년 9월 3일   | 2.0%                |
| 163회          | 2018년 9월 4일   | 1.4%                |
| 164회          | 2018년 9월 5일   | 1.7%                |
| 165회          | 2018년 9월 6일   | 1.3%                |
| 166회          | 2018년 9월 10일  | 1.5%                |
| 167회          | 2018년 9월 11일  | 1.3%                |
| 168회          | 2018년 9월 12일  | 1.1%                |
| 169회          | 2018년 9월 13일  | 1.4%                |
| 170회          | 2018년 9월 17일  | 1.4%                |
| 171회          | 2018년 9월 18일  | 2.0%                |
| 172회          | 2018년 9월 19일  | 1.9%                |
| 173회          | 2018년 9월 20일  | 1.7%                |
| 174회          | 2018년 9월 27일  | 1.8%                |
| 175회          | 2018년 10월 1일  | 1.1%                |
| 176회          | 2018년 10월 2일  | 1.6%                |
| 177회          | 2018년 10월 4일  | 1.6%                |
| 178회          | 2018년 10월 8일  | 1.7%                |
| 179회          | 2018년 10월 10일 | 1.1%                |
| 180회          | 2018년 10월 11일 | 1.2%                |
| 181회          | 2018년 10월 15일 | 1.0%                |
| 182회          | 2018년 10월 16일 | 1.3%                |
| 183회          | 2018년 10월 17일 | 1.4%                |
| 184회          | 2018년 10월 18일 | 1.5%                |
| 185회          | 2018년 10월 22일 | 1.3%                |
| 186회          | 2018년 10월 23일 | 1.1%                |
| 187회          | 2018년 10월 24일 | 1.5%                |
| 188회          | 2018년 10월 25일 | 1.2%                |
| 189회          | 2018년 10월 29일 | 1.6%                |
| 190회          | 2018년 10월 30일 | 1.4%                |
| 191회          | 2018년 10월 31일 | 1.5%                |
| 192회          | 2018년 11월 1일  | 1.7%                |
| 193회          | 2018년 11월 5일  | 1.9%                |
| 194회          | 2018년 11월 6일  | 1.3%                |
| 195회          | 2018년 11월 7일  | 1.6%                |
| 196회          | 2018년 11월 8일  | 1.7%                |
| 197회          | 2018년 11월 12일 | 1.9%                |
| 198회          | 2018년 11월 13일 | 1.3%                |
| 199회          | 2018년 11월 14일 | 1.6%                |
| 200회          | 2018년 11월 15일 | 1.8%                |
| 201회          | 2018년 11월 19일 | 1.5%                |
| 202회          | 2018년 11월 20일 | 1.3%                |
| 203회          | 2018년 11월 21일 | 1.7%                |
| 204회          | 2018년 11월 22일 | 1.9%                |
| 205회          | 2018년 11월 26일 | 2.0%                |
| 206회          | 2018년 11월 27일 | 1.4%                |
| 207회          | 2018년 11월 28일 | 1.7%                |
| 208회          | 2018년 11월 29일 | 1.9%                |
| 209회          | 2018년 12월 3일  | 2.3%                |
| 210회          | 2018년 12월 4일  | 1.6%                |
| 211회          | 2018년 12월 5일  | 1.8%                |
| 212회          | 2018년 12월 6일  | 1.8%                |
| 213회          | 2018년 12월 10일 | 1.8%                |
| 214회          | 2018년 12월 11일 | 1.7%                |
| 215회          | 2018년 12월 12일 | 1.6%                |
| 216회          | 2018년 12월 13일 | 1.9%                |
| 217회          | 2018년 12월 17일 | 2.1%                |
| 218회          | 2018년 12월 18일 | 0.9%                |
| 219회          | 2018년 12월 19일 | 1.4%                |
| 220회          | 2018년 12월 20일 | 1.8%                |
| 221회          | 2018년 12월 24일 | 1.8%                |
| 222회          | 2018년 12월 26일 | 1.4%                |
| 223회          | 2018년 12월 27일 | 1.6%                |
| 224회          | 2018년 12월 31일 | 1.8%                |
| 225회          | 2019년 1월 2일   | 1.2%                |
| 226회          | 2019년 1월 3일   | 1.8%                |
| 227회          | 2019년 1월 7일   | 2.4%                |
| 228회          | 2019년 1월 8일   | 1.7%                |
| 229회          | 2019년 1월 9일   | 1.6%                |
| 230회          | 2019년 1월 10일  | 1.5%                |
| 231회          | 2019년 1월 14일  | 2.0%                |
| 232회          | 2019년 1월 15일  | 1.7%                |
| 233회          | 2019년 1월 16일  | 1.7%                |
| 234회          | 2019년 1월 17일  | 1.3%                |
| 235회          | 2019년 1월 21일  | 2.1%                |
| 236회          | 2019년 1월 22일  | 1.2%                |
| 237회          | 2019년 1월 23일  | 1.4%                |
| 238회          | 2019년 1월 24일  | 1.3%                |
| 239회          | 2019년 1월 28일  | 1.3%                |
| 240회          | 2019년 1월 29일  | 1.7%                |
| 241회          | 2019년 1월 30일  | 1.2%                |
| 242회          | 2019년 1월 31일  | 1.6%                |
| 243회          | 2019년 2월 7일   | 1.3%                |
| 244회          | 2019년 2월 11일  | 2.2%                |
| 245회          | 2019년 2월 12일  | 1.4%                |
| 246회          | 2019년 2월 13일  | 1.4%                |
| 247회          | 2019년 2월 14일  | 1.4%                |
| 248회          | 2019년 2월 18일  | 1.5%                |
| 249회          | 2019년 2월 19일  | 1.2%                |
| 250회          | 2019년 2월 20일  | 1.2%                |
| 251회          | 2019년 2월 21일  | 0.9%                |
| 252회          | 2019년 2월 25일  | 1.4%                |
| 253회          | 2019년 2월 26일  | 1.3%                |
| 254회          | 2019년 2월 27일  | 2.2%                |
| 255회          | 2019년 2월 28일  | 1.4%                |
| 256회          | 2019년 3월 4일   | 1.3%                |
| 257회          | 2019년 3월 5일   | 1.2%                |
| 258회          | 2019년 3월 6일   | 1.3%                |
| 259회          | 2019년 3월 7일   | 1.1%                |
| 260회          | 2019년 3월 11일  | 1.6%                |
| 261회          | 2019년 3월 12일  | 1.4%                |
| 262회          | 2019년 3월 13일  | 1.2%                |
| 263회          | 2019년 3월 14일  | 1.5%                |
| 264회          | 2019년 3월 18일  | 1.3%                |
| 265회          | 2019년 3월 19일  | 1.2%                |
| 266회          | 2019년 3월 20일  | 1.2%                |
| 267회          | 2019년 3월 21일  | 1.1%                |
| 268회          | 2019년 3월 25일  | 1.3%                |
| 269회          | 2019년 3월 26일  | 1.3%                |
| 270회          | 2019년 3월 27일  | 1.0%                |
| 271회          | 2019년 3월 28일  | 1.0%                |
| 272회          | 2019년 4월 1일   | 1.2%                |
| 273회          | 2019년 4월 2일   | 0.9%                |
| 274회          | 2019년 4월 3일   | 1.0%                |
| 275회          | 2019년 4월 4일   | 1.3%                |
| 276회          | 2019년 4월 8일   | 1.3%                |
| 277회          | 2019년 4월 9일   | 1.6%                |
| 278회          | 2019년 4월 10일  | 1.7%                |
| 279회          | 2019년 4월 11일  | 1.8%                |
| 280회          | 2019년 4월 15일  | 1.0%                |
| 281회          | 2019년 4월 16일  | 1.4%                |
| 282회          | 2019년 4월 17일  | 0.7%                |
| 283회          | 2019년 4월 18일  | 1.5%                |
| 284회          | 2019년 4월 22일  | 1.2%                |
| 285회          | 2019년 4월 23일  | 1.2%                |
| 286회          | 2019년 4월 24일  | 1.1%                |
| 287회          | 2019년 4월 25일  | 1.1%                |
| 288회          | 2019년 4월 29일  | 0.9%                |
| 289회          | 2019년 4월 30일  | 1.1%                |
| 290회          | 2019년 5월 1일   | 1.2%                |
| 291회          | 2019년 5월 2일   | 1.1%                |
| 292회          | 2019년 5월 7일   | 1.1%                |
| 293회          | 2019년 5월 8일   | 1.1%                |
| 294회          | 2019년 5월 9일   | 1.4%                |
| 295회          | 2019년 5월 13일  | 1.0%                |
| 296회          | 2019년 5월 14일  | 1.4%                |
| 297회          | 2019년 5월 15일  | 0.8%                |
| 298회          | 2019년 5월 16일  | 1.2%                |
| 299회          | 2019년 5월 20일  | 0.9%                |
| 300회          | 2019년 5월 21일  | 1.1%                |
| 301회          | 2019년 5월 22일  | 1.0%                |
| 302회          | 2019년 5월 23일  | 1.1%                |
| 303회          | 2019년 5월 27일  | 1.2%                |
| 304회          | 2019년 5월 28일  | 0.8%                |
| 305회          | 2019년 5월 29일  | 0.8%                |
| 306회          | 2019년 5월 30일  | 1.3%                |
| 307회          | 2019년 6월 3일   | 1.2%                |
| 308회          | 2019년 6월 4일   | 1.2%                |
| 309회          | 2019년 6월 5일   | 0.9%                |
| 310회          | 2019년 6월 10일  | 1.1%                |
| 311회          | 2019년 6월 11일  | 0.8%                |
| 312회          | 2019년 6월 12일  | 1.1%                |
| 313회          | 2019년 6월 13일  | 1.0%                |
| 314회          | 2019년 6월 17일  | 0.9%                |
| 315회          | 2019년 6월 18일  | 1.4%                |
| 316회          | 2019년 6월 19일  | 1.0%                |
| 317회          | 2019년 6월 20일  | 1.2%                |
| 318회          | 2019년 6월 24일  | 1.2%                |
| 319회          | 2019년 6월 25일  | 1.2%                |
| 320회          | 2019년 6월 26일  | 1.1%                |
| 321회          | 2019년 6월 27일  | 1.0%                |
| 322회          | 2019년 7월 1일   | 0.9%                |
| 323회          | 2019년 7월 2일   | 1.2%                |
| 324회          | 2019년 7월 3일   | 1.1%                |
| 325회          | 2019년 7월 4일   | 1.2%                |
| 326회          | 2019년 7월 8일   | 1.1%                |
| 327회          | 2019년 7월 9일   | 1.1%                |
| 328회          | 2019년 7월 10일  | 1.8%                |
| 329회          | 2019년 7월 11일  | 1.2%                |
| 330회          | 2019년 7월 15일  | 1.1%                |
| 331회          | 2019년 7월 16일  | 1.0%                |
| 332회          | 2019년 7월 17일  | 1.1%                |
| 333회          | 2019년 7월 18일  | 1.3%                |
| 334회          | 2019년 7월 22일  | 1.2%                |
| 335회          | 2019년 7월 23일  | 0.9%                |
| 336회          | 2019년 7월 24일  | 1.1%                |
| 337회          | 2019년 7월 25일  | 1.5%                |
| 338회          | 2019년 7월 29일  | 1.3%                |
| 339회          | 2019년 7월 30일  | 1.1%                |
| 340회          | 2019년 7월 31일  | 1.1%                |
| 341회          | 2019년 8월 1일   | 1.0%                |
| 342회          | 2019년 8월 5일   | 1.1%                |
| 343회          | 2019년 8월 6일   | 1.6%                |
| 344회          | 2019년 8월 7일   | 0.9%                |
| 345회          | 2019년 8월 8일   | 1.5%                |
| 346회          | 2019년 8월 12일  | 1.1%                |
| 347회          | 2019년 8월 13일  | 0.9%                |
| 348회          | 2019년 8월 14일  | 1.1%                |
| 349회          | 2019년 8월 19일  | 1.1%                |
| 350회          | 2019년 8월 20일  | 1.0%                |
| 351회          | 2019년 8월 21일  | 1.1%                |
| 352회          | 2019년 8월 22일  | 0.9%                |
| 353회          | 2019년 8월 26일  | 0.8%                |
| 354회          | 2019년 8월 27일  | 1.3%                |
| 355회          | 2019년 8월 28일  | 1.0%                |
| 356회          | 2019년 8월 29일  | 1.4%                |
| 357회          | 2019년 9월 2일   | 1.9%                |
| 358회          | 2019년 9월 3일   | 1.3%                |
| 359회          | 2019년 9월 4일   | 1.2%                |
| 360회          | 2019년 9월 5일   | 1.4%                |
| 361회          | 2019년 9월 9일   | 0.8%                |
| 362회          | 2019년 9월 10일  | 1.5%                |
| 363회          | 2019년 9월 11일  | 0.8%                |
| 364회          | 2019년 9월 16일  | 0.7%                |
| 365회          | 2019년 9월 17일  | 0.7%                |
| 366회          | 2019년 9월 18일  | 0.8%                |
| 367회          | 2019년 9월 19일  | 1.2%                |
| 368회          | 2019년 9월 23일  | 0.9%                |
| 369회          | 2019년 9월 24일  | 1.2%                |
| 370회          | 2019년 9월 25일  | 1.0%                |
| 371회          | 2019년 9월 26일  | 1.4%                |
| 372회          | 2019년 9월 30일  | 0.6%                |
| 373회          | 2019년 10월 1일  | 1.5%                |
| 374회          | 2019년 10월 2일  | 1.9%                |
| 375회          | 2019년 10월 7일  | 1.7%                |
| 376회          | 2019년 10월 8일  | 1.3%                |
| 377회          | 2019년 10월 10일 | 1.7%                |
| 378회          | 2019년 10월 16일 | 0.8%                |
| 379회          | 2019년 10월 17일 | 1.5%                |
| 340회          | 2019년 10월 21일 | 1.3%                |
| 341회          | 2019년 10월 23일 | 1.6%                |
| 342회          | 2019년 10월 24일 | 1.4%                |
| 343회          | 2019년 10월 28일 | 1.3%                |
| 344회          | 2019년 10월 29일 | 1.2%                |
| 345회          | 2019년 10월 30일 | 1.4%                |
| 346회          | 2019년 10월 31일 | 1.3%                |
| 347회          | 2019년 11월 4일  | 1.5%                |
| 348회          | 2019년 11월 5일  | 1.3%                |
| 349회          | 2019년 11월 6일  | 1.1%                |
| 350회          | 2019년 11월 7일  | 1.4%                |
| 351회          | 2019년 11월 11일 | 1.0%                |
| 352회          | 2019년 11월 12일 | 1.5%                |
| 353회          | 2019년 11월 13일 | 1.4%                |
| 354회          | 2019년 11월 14일 | 1.2%                |
| 355회          | 2019년 11월 18일 | 1.6%                |
| 356회          | 2019년 11월 19일 | 1.2%                |
| 357회          | 2019년 11월 20일 | 1.4%                |
| 358회          | 2019년 11월 21일 | 1.6%                |
| 359회          | 2019년 11월 25일 | 1.3%                |
| 360회          | 2019년 11월 26일 | 1.4%                |
| 361회          | 2019년 11월 27일 | 1.5%                |
| 362회          | 2019년 11월 28일 | 1.7%                |
| 363회          | 2019년 12월 2일  | 1.3%                |
| 364회          | 2019년 12월 3일  | 1.4%                |
| 365회          | 2019년 12월 4일  | 1.7%                |
| 366회          | 2019년 12월 5일  | 1.5%                |
| 367회          | 2019년 12월 9일  | 1.3%                |
| 368회          | 2019년 12월 10일 | 1.0%                |
| 369회          | 2019년 12월 11일 | 1.6%                |
| 370회          | 2019년 12월 12일 | 1.7%                |
| 371회          | 2019년 12월 16일 | 1.6%                |
| 372회          | 2019년 12월 17일 | 1.5%                |
| 373회          | 2019년 12월 18일 | 1.2%                |
| 374회          | 2019년 12월 19일 | 1.7%                |
| 375회          | 2019년 12월 23일 | 1.1%                |
| 376회          | 2019년 12월 24일 | 1.1%                |
| 377회          | 2019년 12월 26일 | 1.1%                |
| 378회          | 2019년 12월 30일 | 1.5%                |
| 379회          | 2019년 12월 31일 | 1.4%                |
| 380회          | 2020년 1월 2일   | 2.0%                |
| 381회          | 2020년 1월 6일   | 1.4%                |
| 382회          | 2020년 1월 7일   | 1.7%                |
| 383회          | 2020년 1월 8일   | 1.2%                |
| 384회          | 2020년 1월 9일   | 1.3%                |
| 385회          | 2020년 1월 13일  | 1.2%                |
| 386회          | 2020년 1월 14일  | 1.5%                |
| 387회          | 2020년 1월 15일  | 1.1%                |
| 388회          | 2020년 1월 16일  | 1.3%                |
| 389회          | 2020년 1월 20일  | 1.3%                |
| 390회          | 2020년 1월 21일  | 1.1%                |
| 391회          | 2020년 1월 22일  | 1.1%                |
| 392회          | 2020년 1월 23일  | 1.6%                |
| 393회          | 2020년 1월 28일  | 1.2%                |
| 394회          | 2020년 1월 29일  | 1.4%                |
| 395회          | 2020년 1월 30일  | 1.2%                |
| 396회          | 2020년 2월 3일   | 1.3%                |
| 397회          | 2020년 2월 4일   | 1.3%                |
| 398회          | 2020년 2월 5일   | 1.6%                |
| 399회          | 2020년 2월 6일   | 1.7%                |
| 400회          | 2020년 2월 10일  | 1.2%                |
| 401회          | 2020년 2월 11일  | 1.0%                |
| 402회          | 2020년 2월 12일  | 1.3%                |
| 403회          | 2020년 2월 13일  | 1.7%                |
| 404회          | 2020년 2월 17일  | 1.7%                |
| 405회          | 2020년 2월 18일  | 0.7%                |
| 406회          | 2020년 2월 19일  | 1.3%                |
| 407회          | 2020년 2월 20일  | 1.3%                |
| 408회          | 2020년 2월 24일  | 1.4%                |
| 409회          | 2020년 2월 25일  | 1.9%                |
| 410회          | 2020년 2월 26일  | 1.7%                |
| 411회          | 2020년 2월 27일  | 1.6%                |
| 412회          | 2020년 3월 2일   | 1.1%                |
| 413회          | 2020년 3월 3일   | 1.3%                |
| 414회          | 2020년 3월 4일   | 1.7%                |
| 415회          | 2020년 3월 5일   | 1.8%                |
| 416회          | 2020년 3월 9일   | 1.6%                |
| 417회          | 2020년 3월 10일  | 1.8%                |
| 418회          | 2020년 3월 11일  | 1.0%                |
| 419회          | 2020년 3월 12일  | 1.4%                |
| 420회          | 2020년 3월 16일  | 1.9%                |
| 421회          | 2020년 3월 17일  | 1.2%                |
| 422회          | 2020년 3월 18일  | 1.1%                |
| 423회          | 2020년 3월 19일  | 1.3%                |
| 424회          | 2020년 3월 23일  | 2.0%                |
| 425회          | 2020년 3월 24일  | 1.4%                |
| 426회          | 2020년 3월 25일  | 1.7%                |
| 427회          | 2020년 3월 26일  | 1.8%                |
| 428회          | 2020년 3월 30일  | 1.8%                |
| 429회          | 2020년 3월 31일  | 1.4%                |
| 430회          | 2020년 4월 1일   | 1.5%                |
| 431회          | 2020년 4월 2일   | 1.0%                |
| 432회          | 2020년 4월 6일   | 1.6%                |
| 433회          | 2020년 4월 7일   | 1.6%                |
| 434회          | 2020년 4월 8일   | 1.6%                |
| 435회          | 2020년 4월 9일   | 1.7%                |
| 436회          | 2020년 4월 13일  | 1.2%                |
| 437회          | 2020년 4월 14일  | 0.9%                |
| 438회          | 2020년 4월 16일  | 1.8%                |
| 439회          | 2020년 4월 20일  | 1.2%                |
| 440회          | 2020년 4월 21일  | 0.8%                |
| 441회          | 2020년 4월 22일  | 1.3%                |
| 442회          | 2020년 4월 23일  | 1.4%                |
| 443회          | 2020년 4월 25일  | 1.2%                |
| 444회          | 2020년 4월 26일  | 1.4%                |
| 445회          | 2020년 4월 27일  | 0.9%                |
| 446회          | 2020년 5월 4일   | 1.1%                |
| 447회          | 2020년 5월 6일   | 0.8%                |
| 448회          | 2020년 5월 7일   | 0.8%                |
| 449회          | 2020년 5월 11일  | 1.2%                |
| 450회          | 2020년 5월 12일  | 1.2%                |
| 451회          | 2020년 5월 13일  | 1.0%                |
| 452회          | 2020년 5월 14일  | 1.0%                |
| 453회          | 2020년 5월 18일  | 1.4%                |
| 454회          | 2020년 5월 19일  | 1.3%                |
| 455회          | 2020년 5월 20일  | 1.2%                |
| 456회          | 2020년 5월 21일  | 1.2%                |
| 457회          | 2020년 5월 25일  | 0.9%                |
| 458회          | 2020년 5월 26일  | 1.2%                |
| 459회          | 2020년 5월 27일  | 0.9%                |
| 460회          | 2020년 5월 28일  | 0.9%                |
| 461회          | 2020년 6월 1일   | 0.8%                |
| 462회          | 2020년 6월 2일   | 1.3%                |
| 463회          | 2020년 6월 3일   | 0.9%                |
| 464회          | 2020년 6월 4일   | 1.0%                |
| 465회          | 2020년 6월 8일   | 0.9%                |
| 468회          | 2020년 6월 9일   | 1.0%                |
| 469회          | 2020년 6월 10일  | 1.0%                |
| 470회          | 2020년 6월 11일  | 1.7%                |
| 471회          | 2020년 6월 15일  | 1.1%                |
| 472회          | 2020년 6월 16일  | 0.7%                |
| 473회          | 2020년 6월 17일  | 0.9%                |
| 474회          | 2020년 6월 18일  | 1.1%                |
| 475회          | 2020년 6월 22일  | 1.1%                |
| 476회          | 2020년 6월 23일  | 0.7%                |
| 477회          | 2020년 6월 24일  | 1.4%                |
| 478회          | 2020년 6월 25일  | 1.3%                |
| 479회          | 2020년 6월 29일  | 1.5%                |
| 480회          | 2020년 6월 30일  | 1.2%                |
| 481회          | 2020년 7월 1일   | 0.9%                |
| 482회          | 2020년 7월 2일   | 1.5%                |
| 통합뉴스룸ET   |                  |                     |
| 1회 (483회)    | 2020년 7월 6일   | 0.8%                |
| 2회 (484회)    | 2020년 7월 7일   | 1.0%                |
| 3회 (485회)    | 2020년 7월 8일   | 1.0%                |
| 4회 (486회)    | 2020년 7월 9일   | 0.8%                |
| 5회 (487회)    | 2020년 7월 13일  | 1.2%                |
| 6회 (488회)    | 2020년 7월 14일  | 1.1%                |
| 7회 (489회)    | 2020년 7월 15일  | 1.1%                |
| 8회 (490회)    | 2020년 7월 16일  | 1.5%                |
| 9회 (491회)    | 2020년 7월 20일  | 1.1%                |
| 10회 (492회)   | 2020년 7월 21일  | 1.1%                |
| 11회 (493회)   | 2020년 7월 22일  | 1.0%                |
| 12회 (494회)   | 2020년 7월 23일  | 1.7%                |
| 13회 (495회)   | 2020년 7월 27일  | 0.8%                |
| 14회 (496회)   | 2020년 7월 28일  | 1.3%                |
| 15회 (497회)   | 2020년 7월 29일  | 1.9%                |
| 16회 (498회)   | 2020년 7월 30일  | 0.8%                |
| 17회 (499회)   | 2020년 8월 3일   | 0.9%                |
| 18회 (500회)   | 2020년 8월 4일   | 1.3%                |
| 19회 (501회)   | 2020년 8월 5일   | 1.0%                |
| 20회 (502회)   | 2020년 8월 6일   | 1.0%                |
| 21회 (503회)   | 2020년 8월 10일  | 1.4%                |
| 22회 (504회)   | 2020년 8월 11일  | 1.4%                |
| 23회 (505회)   | 2020년 8월 12일  | 1.4%                |
| 24회 (506회)   | 2020년 8월 13일  | 1.0%                |
| 25회 (507회)   | 2020년 8월 18일  | 1.2%                |
| 26회 (508회)   | 2020년 8월 19일  | 0.9%                |
| 27회 (509회)   | 2020년 8월 20일  | 1.0%                |
| 28회 (510회)   | 2020년 8월 24일  | 1.3%                |
| 29회 (511회)   | 2020년 8월 25일  | 1.2%                |
| 30회 (512회)   | 2020년 8월 26일  | 0.9%                |
| 31회 (513회)   | 2020년 8월 27일  | 1.1%                |
| 32회 (514회)   | 2020년 8월 31일  | 1.2%                |
| 33회 (515회)   | 2020년 9월 1일   | 1.1%                |
| 34회 (516회)   | 2020년 9월 2일   | 1.3%                |
| 35회 (517회)   | 2020년 9월 3일   | 1.0%                |
| 36회 (518회)   | 2020년 9월 7일   | 1.5%                |
| 37회 (519회)   | 2020년 9월 8일   | 1.4%                |
| 38회 (520회)   | 2020년 9월 9일   | 1.1%                |
| 39회 (521회)   | 2020년 9월 10일  | 1.0%                |
| 40회 (522회)   | 2020년 9월 14일  | 1.3%                |
| 41회 (523회)   | 2020년 9월 15일  | 1.5%                |
| 42회 (524회)   | 2020년 9월 16일  | 1.2%                |
| 43회 (525회)   | 2020년 9월 17일  | 1.3%                |
| 44회 (526회)   | 2020년 9월 21일  | 1.1%                |
| 45회 (527회)   | 2020년 9월 22일  | 1.4%                |
| 46회 (528회)   | 2020년 9월 23일  | 0.9%                |
| 47회 (529회)   | 2020년 9월 24일  | 0.6%                |
| 48회 (530회)   | 2020년 9월 28일  | 1.0%                |
| 49회 (531회)   | 2020년 9월 29일  | 1.2%                |
| 50회 (532회)   | 2020년 10월 5일  | 1.5%                |
| 51회 (533회)   | 2020년 10월 6일  | 1.3%                |
| 52회 (534회)   | 2020년 10월 7일  | 0.8%                |
| 53회 (535회)   | 2020년 10월 8일  | 1.1%                |
| 54회 (536회)   | 2020년 10월 12일 | 1.7%                |
| 55회 (537회)   | 2020년 10월 13일 | 1.0%                |
| 56회 (538회)   | 2020년 10월 14일 | 1.0%                |
| 57회 (539회)   | 2020년 10월 15일 | 1.4%                |
| 58회 (540회)   | 2020년 10월 19일 | 1.1%                |
| 59회 (541회)   | 2020년 10월 20일 | 1.0%                |
| 60회 (542회)   | 2020년 10월 21일 | 1.2%                |
| 61회 (543회)   | 2020년 10월 22일 | 1.0%                |
| 62회 (544회)   | 2020년 10월 26일 | 1.1%                |
| 63회 (545회)   | 2020년 10월 27일 | 1.5%                |
| 64회 (546회)   | 2020년 10월 28일 | 0.9%                |
| 65회 (547회)   | 2020년 10월 29일 | 1.0%                |
| 66회 (548회)   | 2020년 11월 2일  | 1.3%                |
| 67회 (549회)   | 2020년 11월 3일  | 1.0%                |
| 68회 (550회)   | 2020년 11월 4일  | 1.0%                |
| 69회 (551회)   | 2020년 11월 5일  | 1.3%                |
| 70회 (552회)   | 2020년 11월 9일  | 1.0%                |
| 71회 (553회)   | 2020년 11월 10일 | 1.3%                |
| 72회 (554회)   | 2020년 11월 11일 | 1.3%                |
| 73회 (555회)   | 2020년 11월 12일 | 1.1%                |
| 74회 (556회)   | 2020년 11월 16일 | 1.5%                |
| 75회 (557회)   | 2020년 11월 17일 | 0.9%                |
| 76회 (558회)   | 2020년 11월 18일 | 1.2%                |
| 77회 (559회)   | 2020년 11월 19일 | 1.6%                |
| 78회 (560회)   | 2020년 11월 23일 | 1.4%                |
| 79회 (561회)   | 2020년 11월 24일 | 0.7%                |
| 80회 (562회)   | 2020년 11월 25일 | 1.0%                |
| 81회 (563회)   | 2020년 11월 26일 | 1.7%                |
| 82회 (564회)   | 2020년 11월 30일 | 1.9%                |
| 83회 (565회)   | 2020년 12월 1일  | 1.7%                |
| 84회 (566회)   | 2020년 12월 2일  | 1.2%                |
| 85회 (567회)   | 2020년 12월 3일  | 1.6%                |
| 86회 (568회)   | 2020년 12월 7일  | 1.7%                |
| 87회 (569회)   | 2020년 12월 8일  | 1.4%                |
| 88회 (570회)   | 2020년 12월 9일  | 1.6%                |
| 89회 (571회)   | 2020년 12월 10일 | 1.3%                |
| 90회 (572회)   | 2020년 12월 14일 | 2.5%                |
| 91회 (573회)   | 2020년 12월 15일 | 1.5%                |
| 92회 (574회)   | 2020년 12월 16일 | 1.2%                |
| 93회 (575회)   | 2020년 12월 17일 | 1.2%                |
| 94회 (576회)   | 2020년 12월 21일 | 2.1%                |
| 95회 (577회)   | 2020년 12월 22일 | 1.9%                |
| 96회 (578회)   | 2020년 12월 23일 | 2.5%                |
| 97회 (579회)   | 2020년 12월 24일 | 1.6%                |
| 98회 (580회)   | 2020년 12월 28일 | 1.7%                |
| 99회 (581회)   | 2020년 12월 29일 | 1.5%                |
| 100회 (582회)  | 2020년 12월 30일 | 1.4%                |
| 101회 (583회)  | 2020년 12월 31일 | 1.3%                |
| 102회 (584회)  | 2021년 1월 4일   | 2.0%                |
| 103회 (585회)  | 2021년 1월 5일   | 1.3%                |
| 104회 (586회)  | 2021년 1월 6일   | 1.5%                |
| 105회 (587회)  | 2021년 1월 7일   | 2.0%                |
| 106회 (588회)  | 2021년 1월 11일  | 2.0%                |
| 107회 (589회)  | 2021년 1월 12일  | 1.6%                |
| 108회 (590회)  | 2021년 1월 13일  | 1.3%                |
| 109회 (591회)  | 2021년 1월 14일  | 1.1%                |
| 110회 (592회)  | 2021년 1월 18일  | 1.6%                |
| 111회 (593회)  | 2021년 1월 19일  | 1.0%                |
| 112회 (594회)  | 2021년 1월 20일  | 1.5%                |
| 113회 (595회)  | 2021년 1월 21일  | 1.5%                |
| 114회 (596회)  | 2021년 1월 25일  | 1.2%                |
| 115회 (597회)  | 2021년 1월 26일  | 1.3%                |
| 116회 (598회)  | 2021년 1월 27일  | 1.2%                |
| 117회 (599회)  | 2021년 1월 28일  | 1.7%                |
| 118회 (599회)  | 2021년 2월 1일   | 1.3%                |
| 119회 (600회)  | 2021년 2월 2일   | 1.8%                |
| 120회 (601회)  | 2021년 2월 3일   | 1.0%                |
| 121회 (602회)  | 2021년 2월 4일   | 1.3%                |
| 122회 (603회)  | 2021년 2월 8일   | 1.4%                |
| 123회 (604회)  | 2021년 2월 9일   | 1.7%                |
| 124회 (605회)  | 2021년 2월 10일  | 1.3%                |
| 125회 (606회)  | 2021년 2월 15일  | 1.4%                |
| 126회 (607회)  | 2021년 2월 16일  | 1.5%                |
| 127회 (608회)  | 2021년 2월 17일  | 1.4%                |
| 128회 (609회)  | 2021년 2월 18일  | 1.4%                |
| 129회 (610회)  | 2021년 2월 23일  | 1.2%                |
| 130회 (611회)  | 2021년 2월 24일  | 1.0%                |
| 131회 (612회)  | 2021년 2월 25일  | 1.5%                |
| 132회 (613회)  | 2021년 3월 2일   | 1.4%                |
| 133회 (614회)  | 2021년 3월 3일   | 1.3%                |
| 134회 (615회)  | 2021년 3월 4일   | 1.3%                |
| 135회 (616회)  | 2021년 3월 8일   | 1.2%                |
| 136회 (617회)  | 2021년 3월 9일   | 1.7%                |
| 137회 (618회)  | 2021년 3월 10일  | 1.1%                |
| 138회 (619회)  | 2021년 3월 11일  | 1.1%                |
| 139회 (620회)  | 2021년 3월 15일  | 1.7%                |
| 140회 (621회)  | 2021년 3월 16일  | 1.8%                |
| 141회 (622회)  | 2021년 3월 17일  | 1.6%                |
| 142회 (623회)  | 2021년 3월 18일  | 0.9%                |
| 143회 (624회)  | 2021년 3월 22일  | 1.1%                |
| 144회 (625회)  | 2021년 3월 23일  | 1.5%                |
| 145회 (626회)  | 2021년 3월 24일  | 1.1%                |
| 146회 (627회)  | 2021년 3월 25일  | 1.2%                |
| 147회 (628회)  | 2021년 3월 29일  | 1.4%                |
| 148회 (629회)  | 2021년 3월 30일  | 1.2%                |
| 149회 (630회)  | 2021년 3월 31일  | 1.0%                |
| 150회 (631회)  | 2021년 4월 1일   | 1.3%                |
| 151회 (632회)  | 2021년 4월 5일   | 1.3%                |
| 152회 (633회)  | 2021년 4월 6일   | 1.1%                |
| 153회 (634회)  | 2021년 4월 7일   | 1.0%                |
| 154회 (635회)  | 2021년 4월 8일   | 1.4%                |
| 155회 (636회)  | 2021년 4월 12일  | 1.9%                |
| 156회 (637회)  | 2021년 4월 13일  | 1.4%                |
| 157회 (638회)  | 2021년 4월 14일  | 1.1%                |
| 158회 (639회)  | 2021년 4월 15일  | 1.2%                |
| 159회 (640회)  | 2021년 4월 19일  | 1.1%                |
| 160회 (641회)  | 2021년 4월 20일  | 1.0%                |
| 161회 (642회)  | 2021년 4월 21일  | 1.0%                |
| 162회 (643회)  | 2021년 4월 22일  | 1.1%                |
| 163회 (644회)  | 2021년 4월 26일  | 1.1%                |
| 164회 (645회)  | 2021년 4월 27일  | 1.4%                |
| 165회 (646회)  | 2021년 4월 28일  | 1.2%                |
| 166회 (647회)  | 2021년 4월 29일  | 1.4%                |
| 167회 (648회)  | 2021년 5월 3일   | 1.3%                |
| 168회 (649회)  | 2021년 5월 4일   | 1.2%                |
| 169회 (650회)  | 2021년 5월 6일   | 1.1%                |
| 170회 (651회)  | 2021년 5월 10일  | 1.2%                |
| 171회 (652회)  | 2021년 5월 11일  | 1.0%                |
| 172회 (653회)  | 2021년 5월 12일  | 0.9%                |
| 173회 (654회)  | 2021년 5월 13일  | 1.0%                |
| 174회 (655회)  | 2021년 5월 17일  | 1.0%                |
| 175회 (656회)  | 2021년 5월 18일  | 1.3%                |
| 176회 (657회)  | 2021년 5월 19일  | 1.1%                |
| 177회 (658회)  | 2021년 5월 20일  | 1.1%                |
| 178회 (659회)  | 2021년 5월 24일  | 1.2%                |
| 179회 (660회)  | 2021년 5월 25일  | 1.1%                |
| 180회 (661회)  | 2021년 5월 26일  | 1.2%                |
| 181회 (662회)  | 2021년 5월 31일  | 0.9%                |
| 182회 (663회)  | 2021년 6월 1일   | 1.1%                |
| 183회 (664회)  | 2021년 6월 2일   | 1.2%                |
| 184회 (665회)  | 2021년 6월 3일   | 1.3%                |
| 185회 (666회)  | 2021년 6월 7일   | 1.4%                |
| 186회 (667회)  | 2021년 6월 8일   | 1.5%                |
| 187회 (668회)  | 2021년 6월 9일   | 0.9%                |
| 188회 (669회)  | 2021년 6월 10일  | 1.4%                |
| 189회 (670회)  | 2021년 6월 14일  | 0.9%                |
| 190회 (671회)  | 2021년 6월 15일  | 1.3%                |
| 191회 (672회)  | 2021년 6월 16일  | 1.1%                |
| 192회 (673회)  | 2021년 6월 17일  | 1.4%                |
| 193회 (674회)  | 2021년 6월 21일  | 1.1%                |
| 194회 (675회)  | 2021년 6월 22일  | 1.3%                |
| 195회 (676회)  | 2021년 6월 23일  | 1.2%                |
| 196회 (677회)  | 2021년 6월 24일  | 1.3%                |
| 197회 (678회)  | 2021년 6월 28일  | 1.1%                |
| 198회 (679회)  | 2021년 6월 29일  | 1.3%                |
| 199회 (680회)  | 2021년 6월 30일  | 0.8%                |
| 200회 (681회)  | 2021년 7월 1일   | 0.9%                |
| 201회 (682회)  | 2021년 7월 5일   | 1.3%                |
| 202회 (683회)  | 2021년 7월 6일   | 1.4%                |
| 203회 (684회)  | 2021년 7월 7일   | 1.6%                |
| 204회 (685회)  | 2021년 7월 8일   | 1.3%                |
| 205회 (686회)  | 2021년 7월 12일  | 1.5%                |
| 206회 (687회)  | 2021년 7월 13일  | 0.9%                |
| 207회 (688회)  | 2021년 7월 14일  | 1.1%                |
| 208회 (689회)  | 2021년 7월 15일  | 0.9%                |
| 209회 (690회)  | 2021년 7월 19일  | 1.1%                |
| 210회 (691회)  | 2021년 7월 20일  | 1.1%                |
| 211회 (692회)  | 2021년 7월 21일  | 1.1%                |
| 212회 (693회)  | 2021년 8월 9일   | 1.7%                |
| 213회 (694회)  | 2021년 8월 10일  | 1.7%                |
| 214회 (695회)  | 2021년 8월 11일  | 1.4%                |
| 215회 (696회)  | 2021년 8월 12일  | 2.0%                |
| 216회 (697회)  | 2021년 8월 17일  | 1.5%                |
| 217회 (698회)  | 2021년 8월 18일  | 1.2%                |
| 218회 (699회)  | 2021년 8월 19일  | 1.5%                |
| 219회 (700회)  | 2021년 8월 23일  | 1.6%                |
| 220회 (701회)  | 2021년 8월 24일  | 1.7%                |
| 221회 (702회)  | 2021년 8월 25일  | 1.1%                |
| 222회 (703회)  | 2021년 8월 26일  | 1.5%                |
| 223회 (704회)  | 2021년 8월 30일  | 1.0%                |
| 224회 (705회)  | 2021년 8월 31일  | 1.5%                |
| 225회 (706회)  | 2021년 9월 1일   | 1.1%                |
| 226회 (707회)  | 2021년 9월 2일   | 1.2%                |
| 227회 (708회)  | 2021년 9월 6일   | 1.4%                |
| 228회 (709회)  | 2021년 9월 7일   | 1.5%                |
| 229회 (710회)  | 2021년 9월 8일   | 1.2%                |
| 230회 (711회)  | 2021년 9월 9일   | 1.3%                |
| 231회 (712회)  | 2021년 9월 13일  | 1.2%                |
| 232회 (713회)  | 2021년 9월 14일  | 1.1%                |
| 233회 (714회)  | 2021년 9월 15일  | 1.0%                |
| 234회 (715회)  | 2021년 9월 16일  | 1.1%                |
| 235회 (716회)  | 2021년 9월 23일  | 1.8%                |
| 236회 (717회)  | 2021년 9월 27일  | 1.5%                |
| 237회 (718회)  | 2021년 9월 28일  | 1.9%                |
| 238회 (719회)  | 2021년 9월 29일  | 1.6%                |
| 239회 (720회)  | 2021년 9월 30일  | 1.3%                |
| 240회 (721회)  | 2021년 10월 4일  | 1.7%                |
| 241회 (722회)  | 2021년 10월 5일  | 0.9%                |
| 242회 (723회)  | 2021년 10월 6일  | 0.9%                |
| 244회 (724회)  | 2021년 10월 7일  | 1.6%                |
| 245회 (725회)  | 2021년 10월 11일 | 1.8%                |
| 246회 (726회)  | 2021년 10월 12일 | 1.2%                |
| 247회 (727회)  | 2021년 10월 13일 | 1.2%                |
| 248회 (728회)  | 2021년 10월 14일 | 1.4%                |
| 249회 (729회)  | 2021년 10월 18일 | 1.4%                |
| 250회 (730회)  | 2021년 10월 19일 | 1.6%                |
| 251회 (731회)  | 2021년 10월 20일 | 1.3%                |
| 252회 (732회)  | 2021년 10월 21일 | 0.9%                |
| 253회 (733회)  | 2021년 10월 25일 | 1.3%                |
| 254회 (734회)  | 2021년 10월 26일 | 1.5%                |
| 255회 (735회)  | 2021년 10월 27일 | 1.6%                |
| 256회 (736회)  | 2021년 10월 28일 | 1.8%                |
| 257회 (737회)  | 2021년 11월 1일  | 1.5%                |
| 258회 (738회)  | 2021년 11월 2일  | 1.5%                |
| 259회 (739회)  | 2021년 11월 3일  | 1.4%                |
| 260회 (740회)  | 2021년 11월 4일  | 1.5%                |
| 261회 (741회)  | 2021년 11월 8일  | 1.9%                |
| 262회 (742회)  | 2021년 11월 9일  | 1.2%                |
| 263회 (743회)  | 2021년 11월 10일 | 1.5%                |
| 264회 (744회)  | 2021년 11월 11일 | 1.8%                |
| 265회 (745회)  | 2021년 11월 15일 | 1.1%                |
| 266회 (746회)  | 2021년 11월 16일 | 1.3%                |
| 267회 (747회)  | 2021년 11월 17일 | 1.4%                |
| 268회 (748회)  | 2021년 11월 18일 | 1.7%                |
| 269회 (749회)  | 2021년 11월 22일 | 1.1%                |
| 270회 (750회)  | 2021년 11월 23일 | 1.3%                |
| 271회 (751회)  | 2021년 11월 24일 | 1.4%                |
| 272회 (752회)  | 2021년 11월 25일 | 1.7%                |
| 273회 (753회)  | 2021년 11월 29일 | 2.1%                |
| 274회 (754회)  | 2021년 11월 30일 | 1.7%                |
| 275회 (755회)  | 2021년 12월 1일  | 1.4%                |
| 276회 (756회)  | 2021년 12월 2일  | 1.7%                |
| 277회 (757회)  | 2021년 12월 6일  | 1.9%                |
| 278회 (758회)  | 2021년 12월 7일  | 1.7%                |
| 279회 (759회)  | 2021년 12월 8일  | 1.6%                |
| 280회 (760회)  | 2021년 12월 9일  | 1.7%                |
| 281회 (761회)  | 2021년 12월 13일 | 2.1%                |
| 282회 (762회)  | 2021년 12월 14일 | 1.8%                |
| 283회 (763회)  | 2021년 12월 15일 | 1.7%                |
| 284회 (764회)  | 2021년 12월 16일 | 1.9%                |
| 285회 (765회)  | 2021년 12월 20일 | 2.2%                |
| 286회 (766회)  | 2021년 12월 21일 | 1.5%                |
| 287회 (767회)  | 2021년 12월 22일 | 1.8%                |
| 288회 (768회)  | 2021년 12월 23일 | 1.6%                |
| 289회 (769회)  | 2021년 12월 27일 | 2.6%                |
| 290회 (770회)  | 2021년 12월 28일 | 1.6%                |
| 291회 (771회)  | 2021년 12월 29일 | 1.6%                |
| 292회 (772회)  | 2021년 12월 30일 | 1.4%                |
| 293회 (773회)  | 2021년 12월 27일 | 2.6%                |
| 294회 (774회)  | 2021년 12월 28일 | 1.6%                |
| 295회 (775회)  | 2021년 12월 29일 | 1.6%                |
| 296회 (776회)  | 2021년 12월 30일 | 1.4%                |
| 297회 (777회)  | 2022년 1월 3일   | 1.9%                |
| 298회 (778회)  | 2022년 1월 4일   | 1.9%                |
| 299회 (779회)  | 2022년 1월 5일   | 1.6%                |
| 300회 (780회)  | 2022년 1월 6일   | 1.8%                |
| 301회 (781회)  | 2022년 1월 10일  | 1.7%                |
| 302회 (782회)  | 2022년 1월 11일  | 1.9%                |
| 303회 (783회)  | 2022년 1월 12일  | 2.1%                |
| 304회 (784회)  | 2022년 1월 13일  | 1.8%                |
| 305회 (785회)  | 2022년 1월 17일  | 1.7%                |
| 306회 (786회)  | 2022년 1월 18일  | 1.8%                |
| 307회 (787회)  | 2022년 1월 19일  | 1.5%                |
| 308회 (788회)  | 2022년 1월 20일  | 1.5%                |
| 309회 (789회)  | 2022년 1월 24일  | 1.5%                |
| 310회 (790회)  | 2022년 1월 25일  | 2.3%                |
| 311회 (791회)  | 2022년 1월 26일  | 1.4%                |
| 312회 (792회)  | 2022년 1월 27일  | 1.3%                |
| 313회 (793회)  | 2022년 2월 3일   | 1.8%                |
| 314회 (794회)  | 2022년 2월 9일   | 2.2%                |
| 315회 (795회)  | 2022년 2월 10일  | 2.1%                |
| 316회 (796회)  | 2022년 2월 14일  | 2.4%                |
| 317회 (797회)  | 2022년 2월 21일  | 1.7%                |
| 318회 (798회)  | 2022년 2월 22일  | 1.7%                |
| 319회 (799회)  | 2022년 2월 23일  | 1.5%                |
| 320회 (800회)  | 2022년 2월 24일  | 1.1%                |
| 321회 (801회)  | 2022년 2월 28일  | 1.5%                |
| 322회 (802회)  | 2022년 3월 1일   | 2.5%                |
| 323회 (803회)  | 2022년 3월 2일   | 0.9%                |
| 324회 (804회)  | 2022년 3월 3일   | 1.0%                |
| 325회 (805회)  | 2022년 3월 7일   | 1.5%                |
| 326회 (806회)  | 2022년 3월 8일   | 1.2%                |
| 327회 (807회)  | 2022년 3월 9일   | 2.3%                |
| 328회 (808회)  | 2022년 3월 10일  | 1.1%                |
| 329회 (809회)  | 2022년 3월 14일  | 2.2%                |
| 330회 (810회)  | 2022년 3월 15일  | 1.3%                |
| 331회 (811회)  | 2022년 3월 16일  | 1.5%                |
| 332회 (812회)  | 2022년 3월 17일  | 1.9%                |
| 333회 (813회)  | 2022년 3월 21일  | 1.0%                |
| 334회 (814회)  | 2022년 3월 22일  | 1.5%                |
| 335회 (815회)  | 2022년 3월 23일  | 1.3%                |
| 336회 (816회)  | 2022년 3월 24일  | 1.3%                |
| 337회 (817회)  | 2022년 3월 28일  | 1.1%                |
| 338회 (818회)  | 2022년 3월 29일  | 1.3%                |
| 339회 (819회)  | 2022년 3월 30일  | 1.7%                |
| 340회 (820회)  | 2022년 3월 31일  | 1.0%                |
| 341회 (821회)  | 2022년 4월 4일   | 1.2%                |
| 342회 (822회)  | 2022년 4월 5일   | 1.3%                |
| 343회 (823회)  | 2022년 4월 6일   | 1.2%                |
| 345회 (824회)  | 2022년 4월 7일   | 1.0%                |
| 346회 (825회)  | 2022년 4월 11일  | 1.1%                |
| 347회 (826회)  | 2022년 4월 12일  | 1.2%                |
| 348회 (827회)  | 2022년 4월 13일  | 1.3%                |
| 349회 (828회)  | 2022년 4월 14일  | 1.1%                |
| 350회 (829회)  | 2022년 4월 18일  | 1.1%                |
| 351회 (830회)  | 2022년 4월 19일  | 1.1%                |
| 352회 (831회)  | 2022년 4월 20일  | 1.1%                |
| 353회 (832회)  | 2022년 4월 21일  | 1.5%                |
| 354회 (833회)  | 2022년 4월 18일  | 1.4%                |
| 355회 (834회)  | 2022년 4월 19일  | 1.1%                |
| 356회 (835회)  | 2022년 4월 20일  | 1.1%                |
| 357회 (836회)  | 2022년 4월 21일  | 1.1%                |
| 358회 (837회)  | 2022년 5월 2일   | 1.7%                |
| 359회 (838회)  | 2022년 5월 3일   | 1.1%                |
| 360회 (839회)  | 2022년 5월 4일   | 0.8%                |
| 361회 (840회)  | 2022년 5월 5일   | 1.3%                |
| 362회 (841회)  | 2022년 5월 9일   | 0.9%                |
| 363회 (842회)  | 2022년 5월 10일  | 0.9%                |
| 364회 (843회)  | 2022년 5월 11일  | 1.0%                |
| 365회 (844회)  | 2022년 5월 12일  | 0.7%                |
| 366회 (845회)  | 2022년 5월 16일  | 1.2%                |
| 367회 (846회)  | 2022년 5월 17일  | 0.8%                |
| 368회 (847회)  | 2022년 5월 18일  | 0.9%                |
| 369회 (848회)  | 2022년 5월 19일  | 0.5%                |
| 370회 (849회)  | 2022년 5월 23일  | 0.8%                |
| 371회 (850회)  | 2022년 5월 24일  | 1.1%                |
| 372회 (851회)  | 2022년 5월 25일  | 1.3%                |
| 373회 (852회)  | 2022년 5월 26일  | 0.9%                |
| 374회 (853회)  | 2022년 5월 30일  | 0.8%                |
| 375회 (854회)  | 2022년 5월 31일  | 1.1%                |
| 376회 (855회)  | 2022년 6월 2일   | 1.3%                |
| 377회 (856회)  | 2022년 6월 7일   | 1.2%                |
| 378회 (857회)  | 2022년 6월 8일   | 1.4%                |
| 379회 (858회)  | 2022년 6월 9일   | 1.1%                |
| 380회 (859회)  | 2022년 6월 13일  | 1.1%                |
| 381회 (860회)  | 2022년 6월 14일  | 1.6%                |
| 382회 (861회)  | 2022년 6월 15일  | 1.2%                |
| 383회 (862회)  | 2022년 6월 16일  | 1.1%                |
| 384회 (863회)  | 2022년 6월 20일  | 1.0%                |
| 385회 (864회)  | 2022년 6월 21일  | 1.3%                |
| 386회 (865회)  | 2022년 6월 22일  | 1.0%                |
| 387회 (866회)  | 2022년 6월 23일  | 1.3%                |
| 388회 (867회)  | 2022년 6월 27일  | 1.6%                |
| 389회 (868회)  | 2022년 6월 28일  | 1.1%                |
| 390회 (869회)  | 2022년 6월 29일  | 0.9%                |
| 391회 (870회)  | 2022년 6월 30일  | 1.3%                |
| 392회 (871회)  | 2022년 7월 4일   | 1.2%                |
| 393회 (872회)  | 2022년 7월 5일   | 1.5%                |
| 394회 (873회)  | 2022년 7월 6일   | 1.0%                |
| 395회 (874회)  | 2022년 7월 7일   | 0.9%                |
| 396회 (875회)  | 2022년 7월 11일  | 1.4%                |
| 397회 (876회)  | 2022년 7월 12일  | 1.2%                |
| 398회 (877회)  | 2022년 7월 13일  | 1.2%                |
| 399회 (878회)  | 2022년 7월 14일  | 0.7%                |
| 400회 (879회)  | 2022년 7월 18일  | 1.5%                |
| 401회 (880회)  | 2022년 7월 19일  | 0.9%                |
| 402회 (881회)  | 2022년 7월 20일  | 1.1%                |
| 403회 (882회)  | 2022년 7월 21일  | 0.9%                |
| 404회 (883회)  | 2022년 7월 25일  | 1.7%                |
| 405회 (884회)  | 2022년 7월 26일  | 1.1%                |
| 406회 (885회)  | 2022년 7월 27일  | 1.1%                |
| 407회 (886회)  | 2022년 7월 28일  | 0.9%                |
| 408회 (887회)  | 2022년 8월 1일   | 1.6%                |
| 409회 (888회)  | 2022년 8월 2일   | 1.5%                |
| 410회 (889회)  | 2022년 8월 3일   | 1.1%                |
| 411회 (890회)  | 2022년 8월 4일   | 0.9%                |
| 412회 (891회)  | 2022년 8월 8일   | 1.4%                |
| 413회 (892회)  | 2022년 8월 9일   | 1.5%                |
| 414회 (893회)  | 2022년 8월 10일  | 1.2%                |
| 415회 (894회)  | 2022년 8월 11일  | 1.2%                |
| 416회 (895회)  | 2022년 8월 16일  | 1.6%                |
| 417회 (896회)  | 2022년 8월 17일  | 0.8%                |
| 418회 (897회)  | 2022년 8월 18일  | 1.2%                |
| 419회 (898회)  | 2022년 8월 22일  | 1.1%                |
| 420회 (899회)  | 2022년 8월 23일  | 1.9%                |
| 421회 (900회)  | 2022년 8월 24일  | 1.1%                |
| 422회 (901회)  | 2022년 8월 25일  | 1.0%                |
| 423회 (902회)  | 2022년 8월 29일  | 1.4%                |
| 424회 (903회)  | 2022년 8월 30일  | 1.3%                |
| 425회 (904회)  | 2022년 8월 31일  | 0.9%                |
| 426회 (905회)  | 2022년 9월 1일   | 0.9%                |
| 427회 (906회)  | 2022년 9월 5일   | 1.7%                |
| 428회 (907회)  | 2022년 9월 6일   | 0.9%                |
| 429회 (908회)  | 2022년 9월 7일   | 0.7%                |
| 430회 (909회)  | 2022년 9월 8일   | 1.3%                |
| 431회 (910회)  | 2022년 9월 12일  | 1.3%                |
| 432회 (911회)  | 2022년 9월 13일  | 1.2%                |
| 433회 (912회)  | 2022년 9월 14일  | 1.1%                |
| 434회 (913회)  | 2022년 9월 15일  | 0.9%                |
| 435회 (914회)  | 2022년 9월 19일  | 1.1%                |
| 436회 (915회)  | 2022년 9월 20일  | 0.9%                |
| 437회 (916회)  | 2022년 9월 21일  | 0.9%                |
| 438회 (917회)  | 2022년 9월 26일  | 1.1%                |
| 439회 (918회)  | 2022년 9월 27일  | 1.0%                |
| 440회 (919회)  | 2022년 9월 28일  | 0.9%                |
| 441회 (920회)  | 2022년 9월 29일  | 0.8%                |
| 442회 (921회)  | 2022년 10월 4일  | 1.3%                |
| 443회 (922회)  | 2022년 10월 5일  | 1.0%                |
| 444회 (923회)  | 2022년 10월 6일  | 1.3%                |
| 452회 (924회)  | 2022년 10월 11일 | 1.2%                |
| 446회 (925회)  | 2022년 10월 12일 | 1.1%                |
| 447회 (926회)  | 2022년 10월 13일 | 1.1%                |
| 448회 (927회)  | 2022년 10월 17일 | 0.9%                |
| 449회 (928회)  | 2022년 10월 18일 | 1.8%                |
| 450회 (929회)  | 2022년 10월 19일 | 1.2%                |
| 451회 (930회)  | 2022년 10월 20일 | 1.0%                |
| 452회 (931회)  | 2022년 10월 24일 | 1.4%                |
| 453회 (932회)  | 2022년 10월 25일 | 1.2%                |
| 454회 (933회)  | 2022년 10월 26일 | 1.0%                |
| 455회 (934회)  | 2022년 10월 27일 | 1.0%                |
| 456회 (935회)  | 2022년 10월 31일 | 1.4%                |
| 457회 (936회)  | 2022년 11월 1일  | 1.3%                |
| 458회 (937회)  | 2022년 11월 2일  | 1.1%                |
| 459회 (938회)  | 2022년 11월 3일  | 1.0%                |
| 460회 (939회)  | 2022년 11월 7일  | 1.4%                |
| 461회 (940회)  | 2022년 11월 8일  | 1.7%                |
| 462회 (941회)  | 2022년 11월 9일  | 1.3%                |
| 463회 (942회)  | 2022년 11월 10일 | 1.0%                |
| 464회 (943회)  | 2022년 11월 14일 | 1.1%                |
| 465회 (944회)  | 2022년 11월 15일 | 1.4%                |
| 466회 (945회)  | 2022년 11월 16일 | 1.2%                |
| 467회 (946회)  | 2022년 11월 17일 | 1.0%                |
| 468회 (947회)  | 2022년 11월 21일 | 1.5%                |
| 469회 (948회)  | 2022년 11월 23일 | 1.5%                |
| 470회 (949회)  | 2022년 11월 24일 | 1.3%                |
| 471회 (950회)  | 2022년 11월 29일 | 1.6%                |
| 472회 (951회)  | 2022년 11월 30일 | 1.4%                |
| 473회 (952회)  | 2022년 12월 1일  | 1.3%                |
| 474회 (953회)  | 2022년 12월 5일  | 1.7%                |
| 475회 (954회)  | 2022년 12월 6일  | 1.7%                |
| 476회 (955회)  | 2022년 12월 7일  | 1.6%                |
| 477회 (956회)  | 2022년 12월 8일  | 1.6%                |
| 478회 (957회)  | 2022년 12월 12일 | 1.3%                |
| 479회 (958회)  | 2022년 12월 13일 | 1.9%                |
| 480회 (959회)  | 2022년 12월 14일 | 1.8%                |
| 481회 (960회)  | 2022년 12월 15일 | 1.4%                |
| 482회 (961회)  | 2022년 12월 19일 | 1.5%                |
| 483회 (962회)  | 2022년 12월 20일 | 1.3%                |
| 484회 (963회)  | 2022년 12월 21일 | 1.4%                |
| 485회 (964회)  | 2022년 12월 22일 | 1.4%                |
| 486회 (965회)  | 2022년 12월 26일 | 1.4%                |
| 487회 (966회)  | 2022년 12월 27일 | 1.5%                |
| 488회 (967회)  | 2022년 12월 28일 | 1.2%                |
| 489회 (968회)  | 2022년 12월 29일 | 1.2%                |
| 490회 (969회)  | 2023년 1월 2일   | 1.4%                |
| 491회 (970회)  | 2023년 1월 3일   | 1.7%                |
| 492회 (971회)  | 2023년 1월 4일   | 1.5%                |
| 493회 (972회)  | 2023년 1월 5일   | 1.5%                |
| 494회 (973회)  | 2023년 1월 9일   | 1.2%                |
| 495회 (974회)  | 2023년 1월 10일  | 1.3%                |
| 496회 (975회)  | 2023년 1월 11일  | 1.4%                |
| 497회 (976회)  | 2023년 1월 12일  | 1.4%                |
| 498회 (977회)  | 2023년 1월 16일  | 1.3%                |
| 499회 (978회)  | 2023년 1월 17일  | 1.2%                |
| 500회 (979회)  | 2023년 1월 18일  | 0.9%                |
| 501회 (980회)  | 2023년 1월 19일  | 1.3%                |
| 502회 (981회)  | 2023년 1월 25일  | 0.9%                |
| 503회 (982회)  | 2023년 1월 26일  | 1.3%                |
| 504회 (983회)  | 2023년 1월 30일  | 1.3%                |
| 505회 (984회)  | 2023년 1월 31일  | 1.1%                |
| 506회 (985회)  | 2023년 2월 1일   | 1.1%                |
| 507회 (986회)  | 2023년 2월 2일   | 0.8%                |
| 508회 (987회)  | 2023년 2월 6일   | 0.8%                |
| 509회 (988회)  | 2023년 2월 7일   | 1.3%                |
| 510회 (989회)  | 2023년 2월 8일   | 0.9%                |
| 511회 (990회)  | 2023년 2월 9일   | 1.5%                |
| 512회 (991회)  | 2023년 2월 13일  | 0.8%                |
| 513회 (992회)  | 2023년 2월 14일  | 1.0%                |
| 514회 (993회)  | 2023년 2월 15일  | 1.1%                |
| 515회 (994회)  | 2023년 2월 16일  | 0.9%                |
| 516회 (995회)  | 2023년 2월 20일  | 1.2%                |
| 517회 (996회)  | 2023년 2월 21일  | 0.9%                |
| 518회 (997회)  | 2023년 2월 22일  | 1.2%                |
| 519회 (998회)  | 2023년 2월 23일  | 0.9%                |
| 520회 (999회)  | 2023년 2월 27일  | 0.9%                |
| 521회 (1000회) | 2023년 2월 28일  | 1.1%                |
| 522회 (1001회) | 2023년 3월 2일   | 0.8%                |
| 523회 (1002회) | 2023년 3월 6일   | 1.1%                |
| 524회 (1003회) | 2023년 3월 7일   | 1.2%                |
| 525회 (1004회) | 2023년 3월 8일   | 0.9%                |
| 526회 (1005회) | 2023년 3월 9일   | 0.9%                |
| 527회 (1006회) | 2023년 3월 14일  | 1.0%                |
| 528회 (1007회) | 2023년 3월 15일  | 0.9%                |
| 529회 (1008회) | 2023년 3월 16일  | 0.8%                |
| 530회 (1009회) | 2023년 3월 20일  | 1.0%                |
| 531회 (1010회) | 2023년 3월 21일  | 0.9%                |
| 532회 (1011회) | 2023년 3월 22일  | 0.8%                |
| 533회 (1012회) | 2023년 3월 23일  | 0.7%                |
| 534회 (1013회) | 2023년 3월 27일  | 0.9%                |
| 535회 (1014회) | 2023년 3월 28일  | 0.8%                |
| 536회 (1015회) | 2023년 3월 29일  | 0.8%                |
| 537회 (1016회) | 2023년 3월 30일  | 0.6%                |
| 538회 (1017회) | 2023년 4월 3일   | 0.8%                |
| 539회 (1018회) | 2023년 4월 4일   | 0.9%                |
| 540회 (1019회) | 2023년 4월 5일   | 1.0%                |
| 541회 (1020회) | 2023년 4월 6일   | 1.0%                |
| 542회 (1021회) | 2023년 4월 10일  | 0.7%                |
| 543회 (1022회) | 2023년 4월 11일  | 1.3%                |
| 544회 (1023회) | 2023년 4월 12일  | 0.8%                |
| 545회 (1024회) | 2023년 4월 13일  | 0.9%                |
| 546회 (1025회) | 2023년 4월 17일  | 0.7%                |
| 547회 (1026회) | 2023년 4월 18일  | 1.3%                |
| 548회 (1027회) | 2023년 4월 19일  | 0.5%                |
| 549회 (1028회) | 2023년 4월 20일  | 0.7%                |
| 550회 (1029회) | 2023년 4월 24일  | 0.8%                |
| 551회 (1030회) | 2023년 4월 25일  | 1.2%                |
| 552회 (1031회) | 2023년 4월 26일  | 0.7%                |
| 553회 (1032회) | 2023년 4월 27일  | 0.8%                |
| 554회 (1033회) | 2023년 5월 1일   | 1.4%                |
| 555회 (1034회) | 2023년 5월 2일   | 1.2%                |
| 556회 (1035회) | 2023년 5월 3일   | 0.7%                |
| 557회 (1036회) | 2023년 5월 4일   | 0.8%                |
| 558회 (1037회) | 2023년 5월 8일   | 0.5%                |
| 559회 (1038회) | 2023년 5월 9일   | 0.8%                |
| 560회 (1039회) | 2023년 5월 10일  | 0.5%                |
| 561회 (1040회) | 2023년 5월 11일  | 0.7%                |
| 562회 (1041회) | 2023년 5월 15일  | 1.0%                |
| 563회 (1042회) | 2023년 5월 16일  | 0.7%                |
| 564회 (1043회) | 2023년 5월 17일  | 0.9%                |
| 565회 (1044회) | 2023년 5월 18일  | 0.7%                |
| 566회 (1045회) | 2023년 5월 22일  | 0.9%                |
| 567회 (1046회) | 2023년 5월 23일  | 1.0%                |
| 568회 (1047회) | 2023년 5월 24일  | 0.9%                |
| 569회 (1048회) | 2023년 5월 25일  | 0.5%                |

## 타이틀 변천사
- 프로그램 타이틀은 2020년 7월 6일부터 2023년 5월 25일까지를 기준으로 했다.

| 기수 | 프로그램 타이틀  | 방송 기간                           |
| ---- | ---------------- | ----------------------------------- |
| 1기  | KBS 8시 뉴스     | 1980년 12월 1일 ~ 1981년 2월 1일    |
| 2기  | KBS 7시 뉴스     | 1981년 2월 2일 ~ 1981년 4월 3일     |
| 3기  | KBS 뉴스         | 1981년 4월 6일 ~ 1982년 1월 22일    |
| 4기  | KBS 뉴스쇼       | 1982년 9월 20일 ~ 1983년 3월 22일   |
| 5기  | KBS 2TV 뉴스센터 | 1987년 3월 2일 ~ 1989년 10월 1일    |
| 6기  | KBS 2TV 뉴스     | 1989년 10월 5일 ~ 1993년 4월 30일   |
| 7기  | KBS 뉴스쇼       | 1993년 5월 3일 ~ 1994년 2월 18일    |
| 8기  | KBS 뉴스비전     | 1994년 2월 21일 ~ 1997년 2월 28일   |
| 9기  | 8시 뉴스파노라마 | 1997년 3월 3일 ~ 1997년 10월 17일   |
| 10기 | KBS 뉴스 8       | 1997년 10월 20일 ~ 1997년 11월 21일 |
| 11기 | KBS 뉴스파노라마 | 1997년 11월 24일 ~ 1998년 10월 9일  |
| 12기 | KBS 뉴스 8       | 1998년 10월 12일 ~ 1999년 4월 30일  |
| 13기 | 뉴스투데이       | 1999년 5월 3일 ~ 2001년 11월 2일    |
| 14기 | KBS 뉴스 7       | 2001년 11월 5일 ~ 2002년 10월 25일  |
| 15기 | KBS 뉴스 8       | 2002년 10월 28일 ~ 2004년 4월 30일  |
| 16기 | KBS 8 뉴스타임   | 2004년 5월 3일 ~ 2008년 3월 28일    |
| 17기 | KBS 6 뉴스타임   | 2008년 3월 31일 ~ 2008년 11월 14일  |
| 18기 | KBS 8 뉴스타임   | 2008년 11월 17일 ~ 2010년 5월 7일   |
| 19기 | KBS 6시 뉴스타임 | 2016년 7월 25일 ~ 2017년 3월 30일   |
| 20기 | KBS 경제타임     | 2017년 4월 3일 ~ 2020년 7월 2일     |
| 21기 | 통합뉴스룸ET     | 2020년 7월 6일 ~ 2023년 5월 25일    |

## 경쟁 프로그램
- KBS 오늘의 경제 (KBS 1TV)

## 결방 및 편성 변경 안내

### 2017년
- 5월 3일 : 《대국민 토크쇼 안녕하세요》 재방송 편성 관계로 결방.
- 5월 9일 : 300회 기획 《불후의 명곡 전설을 노래하다》 편성 관계로 결방.
- 5월 31일 : FIFA U-20 월드컵 코리아 2017 16강전 《우루과이 VS 사우디아라비아》 중계방송 관계로 결방.
- 6월 6일 : 금토드라마 《최고의 한방》 재방송 편성 관계로 결방.
- 8월 15일 : 《슈퍼맨이 돌아왔다》 재방송 편성 관계로 결방.
- 8월 28일 ~ 2018년 2월 1일 : KBS 총파업으로 인하여 결방.

### 2018년
- 2월 5일 ~ 2월 22일 : 《평창 동계 올림픽》 중계방송 관계로 결방.
- 8월 20일 ~ 8월 27일 : 《자카르타 아시안게임》 중계방송 관계로 결방.
- 8월 29일 : 《자카르타 아시안게임》 《대한민국 VS 베트남》 중계방송 관계로 결방.

### 2019년
- 2월 4일 : 설 특집 《살림하는 남자들》 편성으로 인해 결방.
- 8월 15일 : 광복절 특집 《3.1 운동 100주년 기념 윤동주 콘서트 별 헤는 밤》 편성으로 인해 결방.
- 10월 14일 : 생생정보 재방송으로 인한 결방.
- 10월 15일 : 특선영화 《뺑반》 편성으로 인한 결방.
- 10월 22일 : KBS 스포츠 2019년 한국시리즈 1차전 《키움 히어로즈 VS 두산 베어스》 중계방송으로 인한 결방.

### 2021년
- 7월 22일 ~ 8월 5일 : 《2021 도쿄 올림픽》 중계방송으로 인한 결방.
- 8월 16일 : 대체 공휴일로 인한 결방.
- 9월 20일 ~ 9월 22일 : 추석연휴로 인한 결방.

### 2022년
- 1월 31일 ~ 2월 2일 : 설날연휴로 인한 결방.
- 2월 4일 ~ 2월 11일 : 《2022 베이징 올림픽》 편성으로 인한 결방.
- 6월 1일 : 주말드라마 《현재는 아름다워》 재방송 편성으로 인한 결방.
- 6월 6일 : 《현충일》 연휴 및 《신상출시 편스토랑》 재방송 편성으로 인한 결방.
- 8월 15일 : 《광복절》 연휴로 인한 결방.
- 9월 12일 : 추석 대체 휴일로 인한 결방.
- 10월 3일 : 《개천절》 연휴로 인한 결방.
- 10월 10일 : 대체 공휴일 인한 결방.
- 11월 28일 : 《2022 카타르월드컵》 경기로 인한 결방.

### 2023년
- 1월 23일, 1월 24일 : 설날연휴로 인한 결방.